# Ettore Leale
Ettore Leale (Torino, 4 febbraio 1896 – Genova, 13 aprile 1963) è stato un calciatore e politico italiano, di ruolo mediano.

## Carriera
Genovese d'adozione, fu ginnasta nelle file della Società Ginnastica Ligure Cristoforo Colombo. Ancora giovanissimo disputò il campionato studentesco regionale di corsa veloce e di salto in alto, ottenendo risultati di rilievo. Dopo qualche esperienza anche nel pugilato, si dedicò definitivamente al calcio, nel ruolo di mediano laterale sinistro.
Approdò presto nel vivaio del Genoa e, dopo una stagione passata in prestito all'Alessandria, fece ritorno a Genova per passare in prima squadra: appena diciottenne era già titolare inamovibile nella formazione titolare.
Esordì in rossoblu il 14 dicembre 1913 nel pareggio esterno contro il Savona.
Contribuì alla conquista del 7º titolo nazionale per la compagine genovese che venne assegnato solo al termine dell'intervento italiano nella Grande Guerra.
Con lo scoppio della Grande Guerra il campionato si fermò e Leale fu volontario in fanteria, ferito e decorato con medaglia di bronzo. Divenne pilota, istruttore di volo e comandante della squadriglia d'idrovolanti dislocata sul Lago Trasimeno. Fu proprio in quelle acque che il suo aereo precipitò a causa di un'avaria, procurandogli una grave ferita. Al termine del conflitto riprese gli studi interrotti e, in seguito, diventò capo dell'ente "Gente del mare e dell'aria"; gli vennero assegnati incarichi militari sempre più importanti fino a che, in contrasto con i suoi superiori fascisti, si dimise.
Divenne uno dei protagonisti della famosa mediana dell'invincibile Genoa anni venti assieme a Ottavio Barbieri e Luigi Burlando. In rossoblù vinse altri due scudetti (1922-23 e 1923-24). Per il suo gioco essenziale, dei tre compagni era il meno appariscente, ma il suo contributo alla squadra fu determinante nelle azioni difensive; preziosa era la grande intesa con De Vecchi sulla fascia sinistra e interessanti spunti offrivano i suoi cross e le "triangolazioni", non ancora usuali ai tempi, con Santamaria e Bergamino.
Al termine della stagione 1924-25 giocò le celebri cinque finali contro il Bologna, e fu probabilmente per l'amarezza di quella contestata sconfitta che decise di interrompere l'attività agonistica.
Morì nel 1963 ed è sepolto al cimitero di Staglieno. A lui è stato dedicato un club di tifosi.

## Attività politica
Iscritto al Partito Nazionale Fascista (PNF), fece parte delle squadre d'azione del fascismo, precisamente di La Disperata. Gerarca della Grande Genova e deputato della XXVIII legislatura del Regno d'Italia, fu commissario straordinario della Federazione dei Fasci di Combattimento di Genova, succedendo il 29 gennaio 1931 al segretario federale uscente, dott. Amedeo Celle. Come commissario straordinario fu attivo nell'opera di spersonalizzazione dall'eredità del fascismo intransigente di Gerardo Bonelli, volta a ridurre i contrasti, l'autonomia e l'indipendenza dei ras locali, a cui il successivo segretario federale, Giorgio Molfino, seguendo le direttive del Gran consiglio del fascismo, diede ampio seguito. Il 1 dicembre del 1932, l'ufficio stampa del PNF comunicò il termine del mandato di commissario straordinario della Federazione dei Fasci di Combattimento di Genova da parte di Ettore Leale, a cui subentrò il nuovo segretario federale Giorgio Molfino.

## Statistiche

### Cronologia presenze e reti in Nazionale
| Cronologia completa delle presenze e delle reti in nazionale ― Italia | Cronologia completa delle presenze e delle reti in nazionale ― Italia | Cronologia completa delle presenze e delle reti in nazionale ― Italia | Cronologia completa delle presenze e delle reti in nazionale ― Italia | Cronologia completa delle presenze e delle reti in nazionale ― Italia | Cronologia completa delle presenze e delle reti in nazionale ― Italia | Cronologia completa delle presenze e delle reti in nazionale ― Italia | Cronologia completa delle presenze e delle reti in nazionale ― Italia |
| Data                                                                  | Città                                                                 | In casa                                                               | Risultato                                                             | Ospiti                                                                | Competizione                                                          | Reti                                                                  | Note                                                                  |
| --------------------------------------------------------------------- | --------------------------------------------------------------------- | --------------------------------------------------------------------- | --------------------------------------------------------------------- | --------------------------------------------------------------------- | --------------------------------------------------------------------- | --------------------------------------------------------------------- | --------------------------------------------------------------------- |
| 15-1-1922                                                             | Milano                                                                | Italia                                                                | 3 – 3                                                                 | Austria                                                               | Amichevole                                                            | -                                                                     |                                                                       |
| 9-3-1924                                                              | Milano                                                                | Italia                                                                | 0 – 0                                                                 | Spagna                                                                | Amichevole                                                            | -                                                                     |                                                                       |
| Totale                                                                |                                                                       | Presenze                                                              | 2                                                                     |                                                                       | Reti                                                                  | 0                                                                     |                                                                       |

## Palmarès

### Club

#### Competizioni nazionali
- Campionato italiano: 3

Genoa: 1914-1915, 1922-1923, 1923-1924